# I Saw Mommy Kissing Santa Claus
I Saw Mommy Kissing Santa Claus (= “Ho visto mamma baciare Babbo Natale”) è un'allegra canzone natalizia statunitense, scritta nel 1952 da Tommie Connor (l'autore della versione inglese di Lili Marlene) ed incisa per la prima volta nello stesso anno da Jimmy Boyd, all'epoca tredicenne.
Il brano, che nel 1952 raggiunse il 1º posto nelle classifiche statunitensi, venne commissionato da Neiman Marcus per promuovere la cartolina natalizia di Perry Barlow, che disegnava per vari giornali newyorkesi.
Per il contenuto del testo, che mischia il Natale a temi sessuali come il tradimento, la canzone non fu inizialmente ben vista dalla Chiesa cattolica di Boston.

## Testo
Il testo, molto divertente e che si compone di quattro strofe, parla di un ragazzo che, strisciando di soppiatto per le scale, vede la mamma (la quale pensa che lui sia già a letto) baciare sotto il vischio Babbo Natale, accarezzargli la barba, ecc.

E aggiunge alla fine: “Chissà che risate avremmo fatto, se li avesse visti anche papà!”.

## Versioni varie
Oltre che da Jimmy Boyd, la canzone è stata incisa poi da numerosi altri cantanti e gruppi, tra cui: Molly Bee, Perry Como, The Hampton String Quartet, The Jackson Five, Spyke Jones, John Mellencamp, Bif Naked, The Platters, Jessica Simpson, Phil Spector e The Ronettes, The Twisted Sister, The Cheetah Girls, John Prine, Amy Winehouse, Elodie, etc..